# De Châtel Andor
De Châtel Andor (Budapest, 1902. augusztus 17. – Budapest, 1995. július 26.) magyar reumatológus, az orvostudományok kandidátusa. Iskolateremtő.

## Életpályája[2]
Középiskolai tanulmányait a fasori evangélikus gimnáziumban kitüntetéssel fejezte be, majd két évet járt az orvosi egyetemre. Orvosi tanulmányait – anyagi okokból - fel kellett függesztenie, amelyet csak 1927 és 1931 között tudott befejezni.  Kutatóorvosként Szegeden kezdett dolgozni, a Rusznyák István által vezetett Belgyógyászati Klinikán. 1936. szeptember 1-től - Szent-Györgyi Albert ajánlásával - Pap Lajos adjunktusaként a Gellért Gyógyfürdő Orvosi Osztályán dolgozott. A háborút követően a szálló orvosvezetőjének külföldre távozása után a szálló főorvosa lett. Innen 1977-ben ment nyugdíjba. Közben 1947-ben habilitált és egyetemi magántanár lett. Ezt a tudományos rangot az 1952. évi konvertálás nyomán akadémiai kandidátusi fokozattá alakították.
Iskolateremtő volt. 1956-ban szerkesztésében jelent meg az első magyar nyelvű, átfogó jellegű kézikönyv a mozgásszervi betegségekről. A szakkönyv évtizedekig szolgálta a szak- és továbbképzést. Reumatológiai szakvizsgát 1972-ig kizárólag nála lehetett letenni. A vizsgák mindig a Gellért Szállóban folytak. Munkásságát volt hallgatói és kollegái minden adandó alkalommal nagyra értékelik
De Chatel Andor egyben a Fővárosi Fürdőigazgatóság igazgató főorvosa is volt.
A háború után a Magyar Országos Reuma Egyesület újraindításától 1956-ig de Châtel Andor főtitkári, majd az ezt követő 10 éven át elnöki feladatokat látott el. Az egyesület átmenetileg, más társadalmi szervezetekkel azonos módon 1947-ben feloszlatásra került, de mint szakszervezeti szakcsoport tovább működött, ma, 1966-tól Magyar Reumatológusok Egyesülete néven működik.